# Bernardino Fasolo
Pour les articles homonymes, voir Fasolo.
Bernardino Fasolo (Pavie, v. 1489 - Gênes, v. 1526) est un peintre italien.

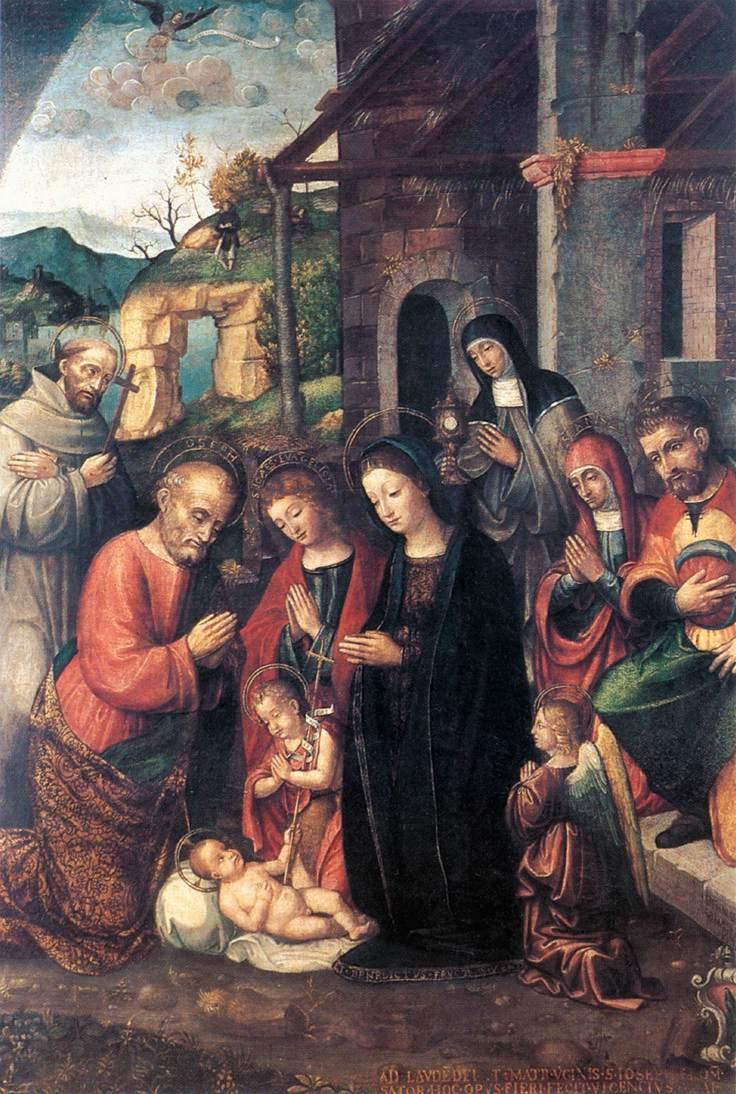
Nativité (1526), Musei Civici, Pavie

## Biographie
Bernardino Fasolo est le fils de Lorenzo lui aussi peintre, mais aucun document n'atteste de la date précise de sa naissance et de son décès.
En 1494, à la suite de son père, il s'établit à Gênes.
En 1520 il est membre du Conseil de la Guilde de Gênes.

## Œuvres
- Nativité (1526), Musei Civici, Pavie,
- Fresques, Abbaye San Giuliano, en collaboration avec son père Lorenzo Fasolo,
- Santi Sebastiano e Rocco et San Pantaleo au santuario Nostra Signora del Monte, polyptyque achevé par Bernardino,
- Madonna col Bambino (1518) Musée du Louvre (provenant du palais Braschi de Rome, signée et datée « Bernardinus Faxolus de Papia Faciebat 1518 »,
- Madonna col Bambino (1521), tempera sur bois, provenant de l'église san Giovanni Battista à Chiavari, actuellement au Museo Diocesano, Chiavari,
- Sainte Famille, Alte Nationalgalerie, Berlin,